# Flaugeac
Flaugeac korábbi község Franciaországban, Dordogne megyében. Lakosainak száma 325 fő (2017. január 1.). Flaugeac Pomport, Rouffignac-de-Sigoulès, Singleyrac, Saint-Julien-d’Eymet, Mescoules és Sigoulès községekkel határos.
2019. január 1-jén Sigoulès korábbi községgel egyesült és az így létrejött Sigoulès-et-Flaugeac új község része lett.

## Népesség
A település népességének változása:
| Lakosok száma | 238  | 184  | 180  | 196  | 250  | 328  | 320  | 326  | 336  | 325  |
|               | 1968 | 1975 | 1982 | 1990 | 1999 | 2011 | 2013 | 2015 | 2016 | 2017 |